# Calydna
Calydna es un género de mariposas de la familia Riodinidae.

## Descripción
La especie tipo es Papilio thersander Stoll, 1780, según designación posterior realizada por Scudder en 1875.

## Diversidad
Existen 20 especies reconocidas en el género, todas ellas tienen distribución neotropical.
- C. arius
- C. cabira
- C. caieta
- C. calamisa
- C. carneia
- C. catana
- C. cea
- C. charila
- C. fissilisima
- C. hiria
- C. isala
- C. jeannea
- C. lusca
- C. micra
- C. nicolayi
- C. pichita
- C. stolata
- C. sturnula
- C. thersander
- C. venusta

## Plantas hospederas
Las especies del género Calydna se alimentan de plantas de las familias Olacaceae, Euphorbiaceae. Las plantas hospederas reportadas incluyen los géneros Schoepfia, Ximenia, Conceveiba.